# O miłości (Stendhal)
O miłości (fr. De l’amour) – dzieło Stendhala opublikowane w 1822 roku. Treść książki stanowią badania nad miłością. Autor twierdzi (Księga pierwsza, Rozdział I), że istnieją cztery odmiany miłości:
1. miłość sercem, czyli miłość namiętna;
2. miłostka;
3. miłość fizyczna;
4. miłość z próżności.

## Przekłady na język polski
- Stendhal O miłości, wyd. Państwowy Instytut Wydawniczy, 1957. Tłum. Tadeusz Boy-Żeleński.